# Costabissara
Costabissara es un municipio italiano de 6.947 habitantes de la provincia de Vicenza (región de Véneto). 

## Demografía
| Gráfica de evolución demográfica de Costabissara entre 1861 y 2001 |
|                                                                    |
| fuente ISTAT - elaboración gráfica a cargo de Wikipedia            |